# SalamAir

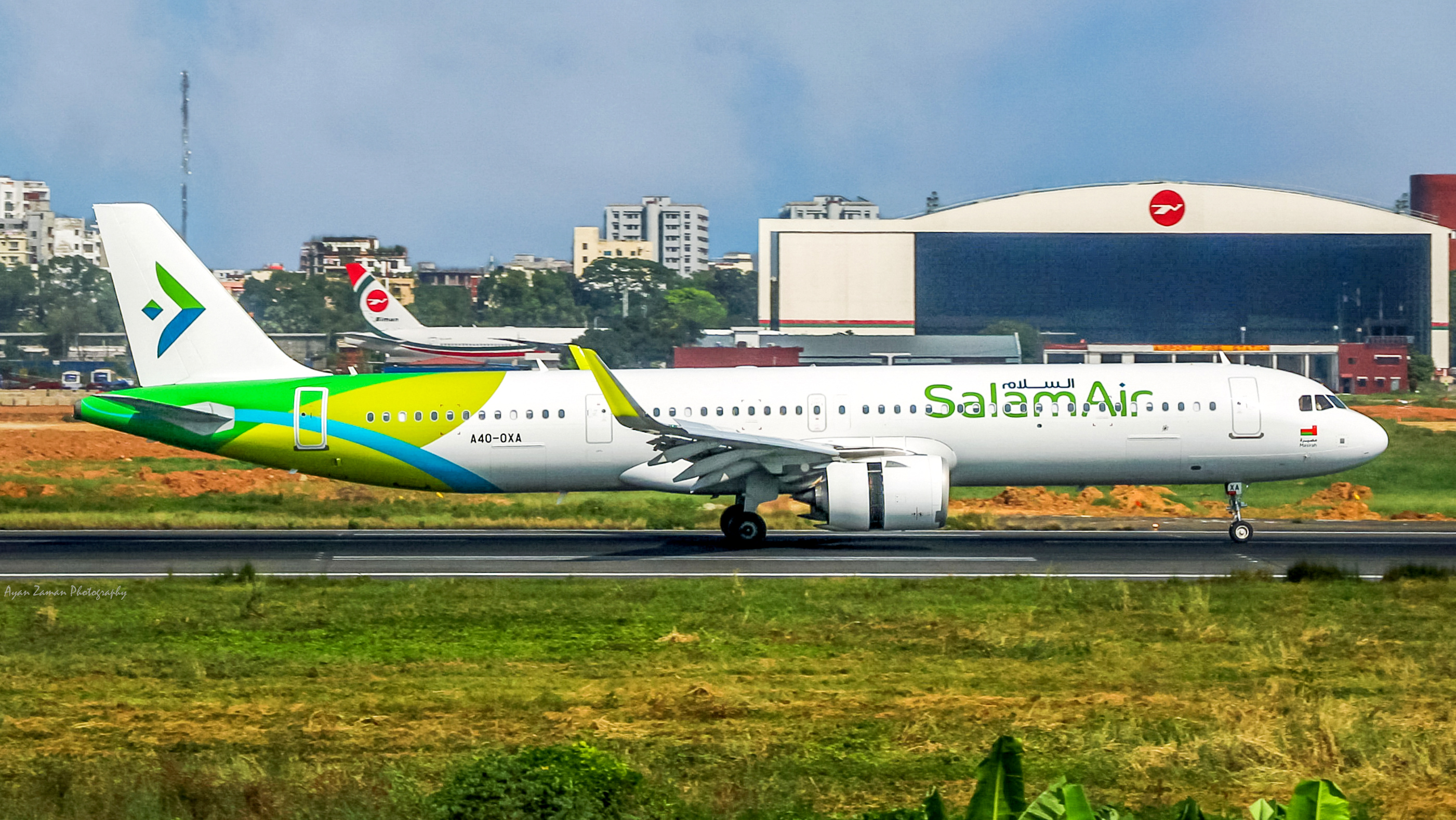
Un Airbus A321-253NX de SalamAir

SalamAir (en arabe : طيران السلام, Ṭayarān al-salām) est une compagnie aérienne low-cost d'Oman dont le siège social est situé à l'aéroport international de Mascate.

## Histoire
Salam Air appartient à la Muscat National Development and Investment Company (ASAAS) qui a remporté un appel d'offres du gouvernement en janvier 2016. Fondée en 2014, ASAAS est un partenariat entre le Fonds de réserve général de l'État, la municipalité de Mascate et divers fonds de pension. L'Autorité publique de l'aviation civile d'Oman (PACA) avait lancé un appel d'offres en 2015 pour un transporteur aérien à bas coûts à Oman[réf. nécessaire].
La compagnie aérienne exploite trois Airbus A320-200 loués au groupe sud-américain LATAM.  Son premier avion est arrivé à Mascate le 18 novembre 2016 le jour de la fête nationale du pays. La compagnie aérienne a commencé des vols entre les villes de Muscat et Salalah du 30 janvier 2017,, SalamAir a inauguré la première liaison internationale entre Muscat - Dubaï le 28 février 2017. La compagnie desservait initialement Dubai World Central mais le service est passé à l'aéroport international de Dubaï en octobre 2017 Depuis son ouverture, Salam Air a commencé ses opérations à Djeddah, Madinah et Ta'if en Arabie Saoudite, et a également lancé des vols vers Karachi, Multan, Sialkot et au Pakistan. La compagnie devrait desservir le Qatar comme troisième pays à l'aéroport international Hamad.

## Destinations
Liste des destinations desservies par SalamAir :

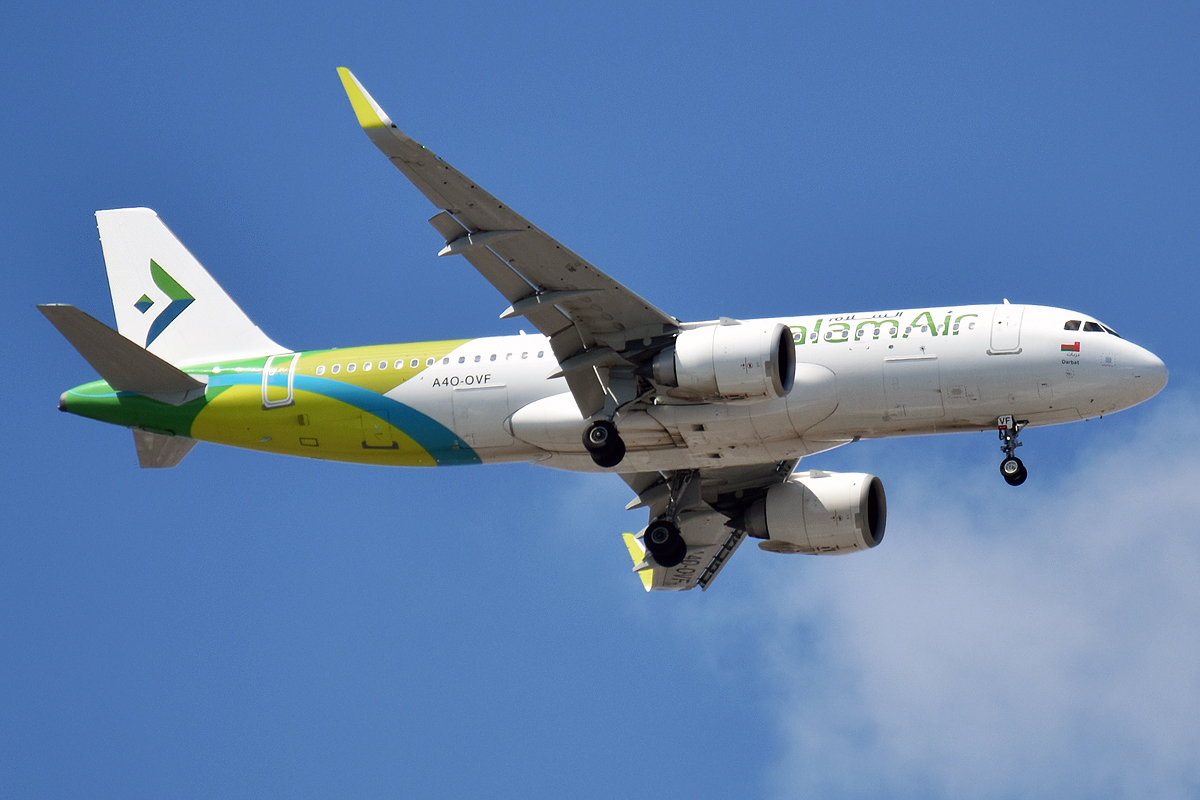
Airbus A320neo de SalamAir.

| Pays                | Ville      | Aéroport                                             | Notes      | Refs |
| ------------------- | ---------- | ---------------------------------------------------- | ---------- | ---- |
| Azerbaïdjan         | Bakou      | Aéroport international Heydar Aliyev                 | Saisonnier |      |
| Bahreïn             | Manama     | Aéroport international de Bahreïn                    |            |      |
| Bangladesh          | Dacca      | Aéroport international Shah Jalal                    |            |      |
| Bangladesh          | Chittagong | Aéroport international Shah Amanat                   |            |      |
| Égypte              | Alexandrie | Aéroport international de Borg El Arab               |            |      |
| Géorgie             | Tbilissi   | Aéroport international Chota-Roustavéli              | Saisonnier |      |
| Inde                | Kozhikode  | Aéroport international de Calicut                    | Charter    |      |
| Irak                | Nadjaf     | Aéroport international de Nadjaf                     |            |      |
| Iran                | Machhad    | Aéroport international Shahid Hashemi Nejad          |            |      |
| Iran                | Chiraz     | Aéroport Shahid Dastghaib                            |            |      |
| Iran                | Téhéran    | Aéroport de Téhéran-Imam Khomeini                    |            |      |
| Koweït              | Koweït     | Aéroport international de Koweït                     |            |      |
| Népal               | Katmandou  | Aéroport international Tribhuvan                     |            |      |
| Oman                | Mukhaizna  | Aéroport de Mukhaizna                                | Charter    |      |
| Oman                | Muscat     | Aéroport international de Mascate                    | Hub        |      |
| Oman                | Salalah    | Aéroport de Salalah                                  |            |      |
| Oman                | Sohar      | Aéroport de Sohar                                    |            |      |
| Pakistan            | Karachi    | Aéroport international Jinnah                        |            |      |
| Pakistan            | Multan     | Aéroport international de Multan                     |            |      |
| Pakistan            | Sialkot    | Aéroport international de Sialkot                    |            |      |
| Qatar               | Doha       | Aéroport international Hamad                         |            |      |
| Arabie Saoudite     | Dammam     | Aéroport international du roi Fahd                   |            |      |
| Arabie Saoudite     | Djeddah    | Aéroport international Roi-Abdelaziz                 |            |      |
| Arabie Saoudite     | Médine     | Aéroport international Prince Mohammad Bin Abdulaziz |            |      |
| Arabie Saoudite     | Riyad      | Aéroport international du roi Khaled                 |            |      |
| Sri Lanka           | Colombo    | Aéroport international Bandaranaike                  |            |      |
| Soudan              | Khartoum   | Aéroport international de Khartoum                   |            |      |
| Thaïlande           | Phuket     | Aéroport international de Phuket                     |            |      |
| Turquie             | Istanbul   | Aéroport international Sabiha-Gökçen                 |            |      |
| Turquie             | Trabzon    | Aéroport de Trabzon                                  | Saisonnier |      |
| Émirats arabes unis | Abou Dabi  | Aéroport international d'Abou Dabi                   |            |      |
| Émirats arabes unis | Dubaï      | Aéroport international de Dubaï                      |            |      |

## Flotte

### Flotte en service

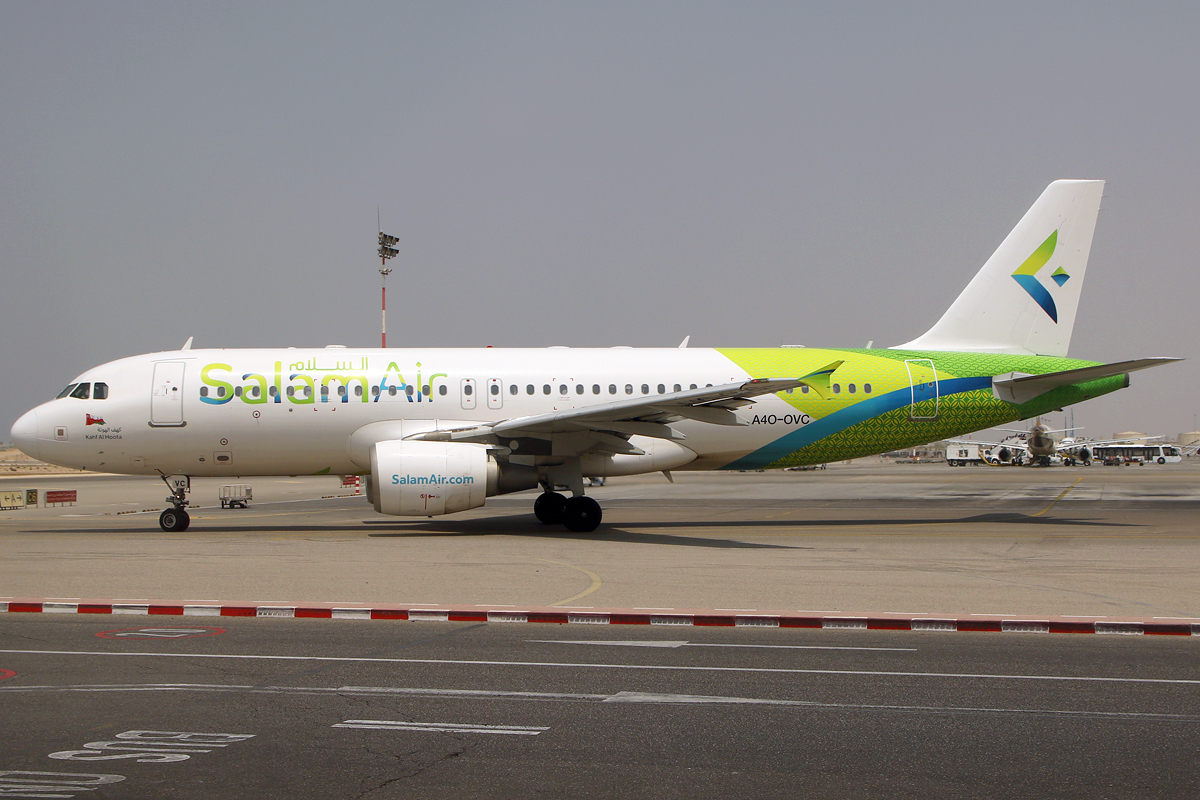
Un ancien Airbus A320-200 de SalamAir.

En décembre 2021, la flotte de la compagnie est constituée de la manière suivante :

### Flotte retirée
La compagnie a par le passé exploité les avions suivants :
- Airbus A320-200